# Sardar Azmoun
Sardar Azmoun (persisch سردار آزمون Sardār Āzmūn, * 1. Januar 1995 in Gonbad-e Kavus) ist ein iranischer Fußballspieler. Seit Juli 2024 steht er bei Al-Ahli Dubai unter Vertrag.

## Karriere

### Herkunft und früher Werdegang
Sardar Azmoun wurde in Gonbad-e Kavus, der zweitgrößten Stadt der nordiranischen Provinz Golestan geboren. Er gehört der ethnischen Minderheit der Turkmenen an, die in Golestan nach den Persern die größte Volksgruppe darstellen. Seine fußballerische Laufbahn begann er beim Verein Sepahan FC in Isfahan. Früh fiel Azmouns Talent auf, sodass er für diverse Juniorennationalteams des Irans eingesetzt wurde.

### Rubin Kasan
2012 wurde ein für den russischen Club Rubin Kasan tätiger Fußballfunktionär auf den Stürmer aufmerksam und vermittelte ihn an Gurban Berdiýew, den turkmenischen Trainer des Vereins. Dieser nahm ihn unter Vertrag, woraufhin er im Januar 2013 in die russische Millionenstadt wechselte. Am 6. Oktober 2013 debütierte Azmoun beim 5:1-Sieg Kasans gegen Anschi Machatschkala in der Premjer-Liga, wobei ihm in der Nachspielzeit der Treffer zum 4:1 gelang.
Am 14. Juli 2017 verpflichtete der Verein Azmoun erneut. In der Premjer-Liga 2017/18 kam er auf 26 Spiele, in denen er fünf Tore erzielen konnte.

### FK Rostow
Im Februar 2015 wurde er an den Ligakonkurrenten FK Rostow verliehen und zur Saison 2016/17 fest verpflichtet. Die Ablösesumme betrug 2,3 Millionen Euro. Hier zog er mit seinem Verein in die Gruppenphase der Champions League ein und erreichte nach dem Ausscheiden noch das Achtelfinale in der Europa League. In diesen 14 Spielen erzielte Azmoun fünf Tore, darunter den Treffer zum zwischenzeitlichen Ausgleich beim 3:2-Heimsieg über den FC Bayern München.

### Rubin Kasan
Am 14. Juli 2017 kehrte Azmoun ablösefrei zu Rubin Kasan zurück.

### Zenit St. Petersburg
Am 1. Februar 2019 wechselte er zum Ligakonkurrenten Zenit St. Petersburg, wo er einen Dreijahresvertrag unterzeichnete. In der Spielzeit 2018/19 erzielte er für den Klub neun Treffer in zwölf Spielen, mit insgesamt 13 Saisontreffern platzierte er sich hinter Fjodor Tschalow von ZSKA Moskau in der Torschützenliste der Meisterschaft, damit trug er in der Rückrunde maßgeblich zum Gewinn des Meistertitels bei. Seine Torgefährlichkeit zeigte er im Duett mit Zenit-Sturmpartner Artjom Dsjuba auch im folgenden Jahr, mit je 17 Saisontreffern lagen beide am Saisonende gleichauf an der Spitze der Torschützenliste – wegen der geringeren Spielzeit im gesamten Saisonverlauf wurde Azmoun als Torschützenkönig ausgezeichnet, zudem resultierten sieben der Treffer des Sturmpartners aus Elfmetern – und waren damit Garanten für die Titelverteidigung. Zudem erreichte die Mannschaft das Endspiel um den russischen Landespokal 2019/20, gegen den FK Chimki war Sturmpartner Dsjuba als Strafstoßschütze zum 1:0-Erfolg und damit Doublegewinn erfolgreich. 
Zum Titelhattrick in der Spielzeit 2020/21 trug Azmoun 19 Treffer bei. Zwischen Dsjuba und dem Schweden Jordan Larsson von Spartak Moskau platzierte er sich erneut an zweiter Stelle der Torschützenliste der russischen Meisterschaft. Dabei zog Dsjuba mit vier Treffern am letzten Spieltag an ihm vorbei. Dennoch erhielt er von der Rossijski Futbolny Sojus als auch dem Ligaverband jeweils die Auszeichnung als Spieler der Spielzeit.

### Bayer 04 Leverkusen
Am 22. Januar 2022 erklärte der deutsche Bundesligist Bayer 04 Leverkusen, dass er Azmoun nach Auslaufen seines Vertrags in Russland Mitte 2022 verpflichtet habe. Der Iraner unterzeichnete einen Vertrag mit einer Laufzeit über fünf Jahre. Tatsächlich wurde der Wechsel des Spielers acht Tage später mit sofortiger Wirkung vollzogen und Azmoun aus seinem Vertrag herausgekauft. Die Vertragslaufzeit bei Bayer 04 belief sich so auf fünfeinhalb Jahre.

### AS Rom
Im August 2023 gab der italienische Verein AS Rom die Verpflichtung von Azmoun auf Basis einer einjährigen Leihe bekannt. Die Italiener hatten im Anschluss die Option, Azmoun dauerhaft zu verpflichten, nahmen diese aber nicht wahr.

### Al-Ahli Dubai
Im Juli 2024 wechselte Azmoun zu Al-Ahli Dubai.

### Nationalmannschaft
Azmoun war Jugendnationalspieler. 2014 wurde er erstmals für die Herren nominiert. Im Mai 2014 gab er im Testspiel gegen Montenegro sein Debüt. Für die Fußball-Weltmeisterschaft 2014 wurde er jedoch nicht nominiert. Bei der Fußball-Weltmeisterschaft 2018 stand er hingegen im Kader des Iran und kam in allen drei Gruppenspielen gegen Marokko, Spanien und Portugal als Mittelstürmer zum Einsatz. Der Iran schied als Gruppendritter jedoch in der Vorrunde aus. Aufgrund von deshalb ergangenen Beleidigungen verkündete er kurz nach dem Ausscheiden im Alter von 23 Jahren seinen Rücktritt aus der Nationalmannschaft, kehrte aber im Oktober selben Jahres wieder zurück. Bei der Asienmeisterschaft 2019 erzielte er vier Tore, schied aber mit der Nationalmannschaft im Halbfinale gegen Japan aus.

## Privates
Azmoun wurde am Neujahrstag des Jahres 1995 in Gonbad-e Kavus im Norden Irans geboren. Seine Eltern waren zuvor aus Turkmenistan in das Land eingewandert. Er hat mindestens eine Schwester. Azmoun stammt aus einer Volleyball-begeisterten Familie, mindestens vier seiner Verwandten waren in Nationalmannschaften aktiv. Mit 14 Jahren war auch er als Juniorennationalspieler in dieser Sportart aktiv, entschied sich letztlich aber für eine Karriere im Fußball.
Seine Ansicht zu den Protesten im Iran 2022 schrieb Azmoun auf Instagram mit den Worten: „Die ultimative [Strafe] ist der Rauswurf aus der Nationalmannschaft, was ein geringer Preis für jede Haarsträhne einer iranischen Frau wäre. Schämt euch dafür, dass ihr das Volk und die Frauen des Iran einfach tötet! Lang leben die iranischen Frauen!“ Später wurde der Beitrag gelöscht.

## Erfolge
Zenit St. Petersburg
- Russischer  Meister: 2018/19, 2019/20
- Russischer Fußballpokal: 2019/20
- Torschützenkönig der Russischen Premjer-Liga 2019/20 (17 Tore)